# François Clavairoly

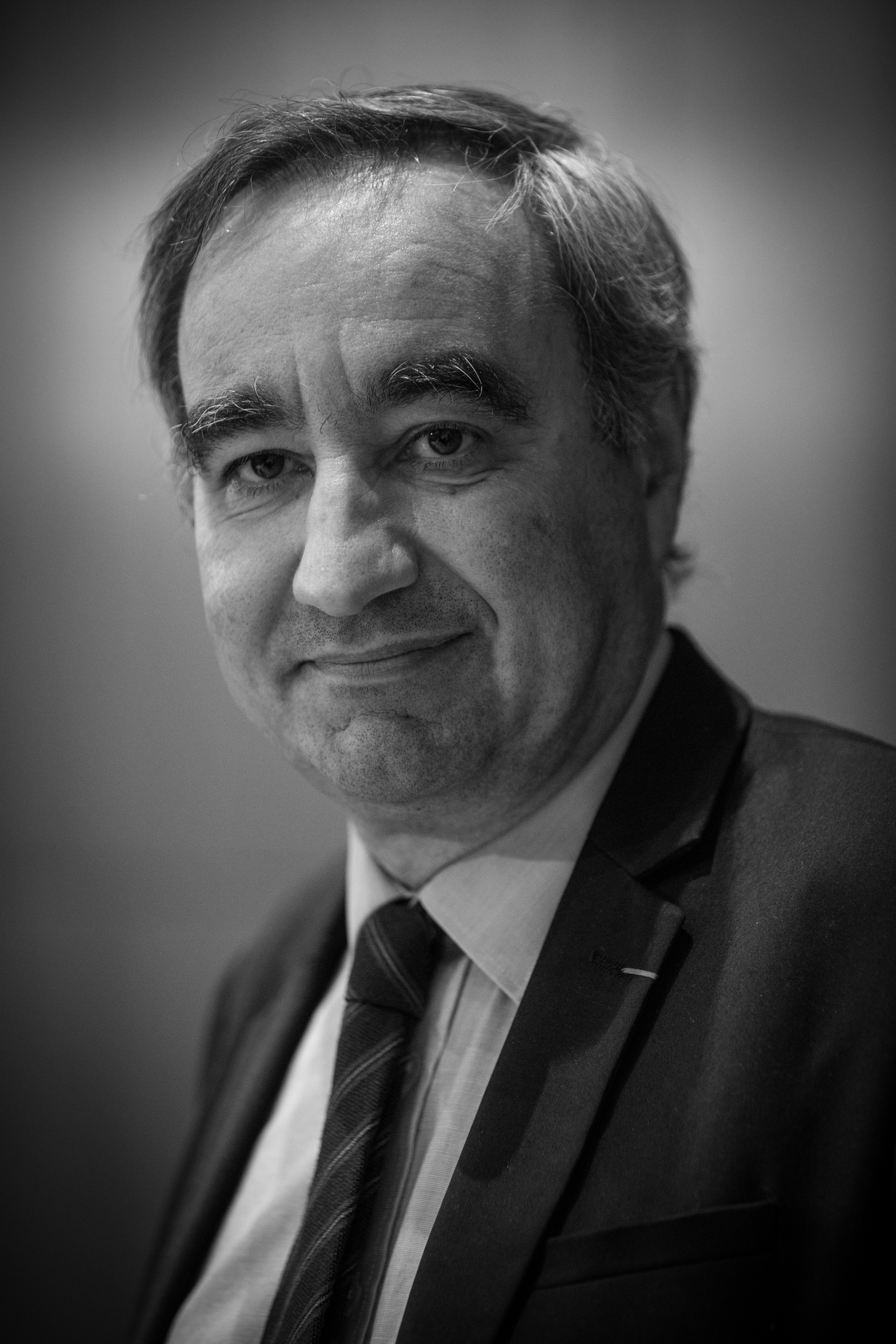
François Clavairoly (2016)

François Clavairoly (Pamiers, 11 mei 1957) is sinds oktober 2013 de voorzitter van de Fédération protestante de France, de overkoepelende vereniging voor de Franse protestantse kerk. Hij is master in de protestantse theologie en afgestudeerd in Straatsburg en behaalde een doctoraat op de faculteit Protestantse theologie in Parijs.
Hij werd protestants predikant in 1982 in Rouen. Van 1988 tot 1994 was hij predikant in Rijsel. Hij was tezelfdertijd aalmoezenier voor de Franse gevangenissen in de regio Noord-Frankrijk. Van 1994 tot 2000 was hij regionaal voorzitter van de gereformeerde kerk voor de regio Noord-Normandië. Van 2001 tot 2013 was hij predikant aan de Parijse kerkgemeenschap Saint-Esprit.
Hij is lid van de groupe des Dombes, een vereniging gesticht in 1937 die de oecumenische dialoog wenst te bevorderen en hierin een internationale voorbeeldfunctie heeft. 
Clavairoly was ook voorzitter van de commissie die de relaties tussen Franse joden en protestanten bevorderde. Hij speelde ook een grote rol in de toenadering tussen de Franse lutheranen en de andere gereformeerden, hetgeen leidde tot een nieuwe verenigde protestantse kerk in Frankrijk.
Vanaf 1 oktober 2013 werd hij verkozen tot voorzitter van de protestantse federatie in Frankrijk.
- Bibliothèque nationale de France: cb16194823v (data)
- Gemeinsame Normdatei: 108221261X
- International Standard Name Identifier: 0000 0000 7854 9221
- Library of Congress Control Number: no2010080782
- Système universitaire de documentation: 058570632
- Virtual International Authority File: 120184849
- WorldCat: E39PBJqk4hJYF7by4dYYyHRMyd